# Лобе, Карлис

Карлис Лобе и Жанис Буткус

Карлис Лобе (Карл Лобе, латыш. Kārlis Lobe; 26 марта 1895 года, Яунпиебалгская волость — 9 июля 1985 года, Стокгольм) — штандартенфюрер Латышского добровольческого легиона СС, офицер русской и латвийской армии. Кавалер Ордена Трех звезд.
В армии Колчака воевал против Красной Армии, на Дальнем Востоке командовал латвийским полком «Иманта». Затем перешел на службу в Латвийскую армию. Начальник штаба 2-го Вентспилсского полка.
Во время 2-й мировой войны занимал разные должности в полицейских и военных формированиях, созданных нацистами на территории Латвии. До 29 августа 1941 года был начальником сил самообороны Вентспилса. Командир 280-го Болдерайского полицейского батальона. Впоследствии командовал 43-м полком
19-й гренадерской дивизии Ваффен СС (январь - май 1944).
Лобе участвовал в карательных акциях и массовых убийствах евреев, в том числе как командир 280-го Болдерайского латышского полицейского батальона (Группа Шрёдера), участвовал в карательной операции "Зимнее Волшебство".
В Швеции был одним из организаторов движения Ястребы Даугавы, оратором и почетным филистром корпорации Fraternitas Imantica.